# Camptocladius thalassobius
Camptocladius thalassobius är en tvåvingeart som först beskrevs av Jean-Jacques Kieffer 1925.  Camptocladius thalassobius ingår i släktet Camptocladius och familjen fjädermyggor.
Artens utbredningsområde är Tyskland. Inga underarter finns listade i Catalogue of Life.